# Sol naciente (película)
Sol naciente (título original: Rising Sun) es una película estadounidense de 1993 dirigida por Philip Kaufman, y con Sean Connery, Wesley Snipes y Harvey Keitel en los papeles principales. El guion está basado en la novela Rising Sun, de Michael Crichton.

## Argumento
El teniente Web Smith es un detective de la policía encargado de investigar la muerte de una mujer estadounidense en una fiesta de una corporación japonesa. Le asignan para este caso al policía retirado, el capitán John Connor, gran conocedor de costumbres y tradiciones japonesas. Él le hace ver que la muerte de esa mujer es más de lo que aparenta ser.
Cuando finalmente se reporta un asesinato en el mismo edificio de la corporación japonesa, ellos descubren que la víctima de ese asesinato es esa mujer, y tratan de investigar la motivación del crimen y lo que se oculta detrás de las intrigas de empresas, inversiones y de funcionarios del gobierno que deben aprobar la fusión de una empresa japonesa con una empresa de los Estados Unidos a pesar de la resistencia al respecto, que los dos detectives deben tratar de resolver sin afectar la imagen de los inversionistas.
Todo apunta que un amigo de ella, Eddie Sakamura, que es de una empresa de la competencia, es el asesino a causa de una grabación de cámara, pero cuando ellos descubren que la grabación es falsa y que le quieren endilgar el crimen, se enfrentan a muchas presiones para que aun así cierren el caso.

## Reparto
- Sean Connery - Capitán John Connor
- Wesley Snipes - Teniente Webster "Web" Smith
- Harvey Keitel - Teniente Tom Graham
- Cary-Hiroyuki Tagawa - Eddie Sakamura
- Tia Carrere - Jingo Asakuma
- Steve Buscemi - Willy "La Comadreja" Wilhelm
- Mako - Yoshida-san
- Stan Egi: Ishihara
- Ray Wise - Senador Morton
- Kevin Anderson: Bob Richmond
- Tatjana Patitz - Cheryl Lynn Austin
- Clyde Kusatsu: Tanaka

## Producción
La Fox pagó 1 millón de dólares por los derechos de adaptación y Sean Connery  desempeñó en la película las labores de productor. La acción transcurre íntegramente en la ciudad de Los Ángeles, donde se rodó el film entre el 22 de junio y el 3 de octubre de 1992.

## Recepción
El estreno se produjo entre oleadas de indignación por parte de diversas personalidades asiáticas residentes en los Estados Unidos. La razón fue, porque la película pone a los japoneses a la altura del betún en el filme, mafiosos y viciosos ante todo. Además escondía una crítica a la cada vez mayor influencia japonesa en la economía estadounidense durante esa época y a las prácticas agresivas y racistas de las grandes empresas niponas.
Según Fotogramas, la película es una astuta adaptación de una novela de Michael Crichton sobre una trama criminal, que se inscribe dentro de la obsesión norteamericana por la penetración económica japonesa en los Estados Unidos.
Sensacine, sin embargo, opina, que la película no cuaja ni como film policial o de suspense, ni tampoco como incursión en las conflictivas relaciones culturales y económicas entre Japón y Estados Unidos.

## Premios y candidaturas
- Galardonada con el premio ASCAP 1994 : a Tôru Takemitsu.
- Candidata al Premio PFS